# همایون رسا
همایون رسا (زاده: ۱۳۴۵ خورشیدی - ولایت غزنی) سیاستمدار افغانستانی، وزیر اسبق وزارت تجارت و صنایع افغانستان و سفیر افغانستان در کشور اسپانیا است. وی در سال ۱۳۹۳ توانست رای اعتماد پارلمان برای سمت وزیر وزارت تجارت و صنایع را کسب کند. همایون رسا در ۵ سرطان/تیر ۱۳۹۷ درخواست استعفا داد و در ۲۷ عقرب/آبان ۱۳۹۷ از سمت وزیر وزارت صنایع و تجارت کنار رفت و از سمت رئیس جمهور محمد اشرف غنی به عنوان سفیر افغانستان در کشور اسپانیا منصوب شد.

## زندگی‌نامه
همایون رسا زاده ۱۳۴۵ از ولایت غزنی افغانستان است. وی تحصیلات ابتدایی و متوسطه خود را در ولایت غزنی به اتمام رسانید و توانست مدرک لیسانس/کارشناسی خود را در رشته علوم طبیعی از دانشگاه کابل و سند ماستری/کارشناسی ارشد خود را در رشته علوم تکنولوژی از کشور پاکستان کسب کند.

### دیگر فعالیت‌ها
- همکاری با سازمان‌های اداره انکشافی سازمان ملل (UNDP) و سازمان جهانی غذا (WFP).[۱]
- معاونت ریاست دفتر رئیس‌جمهوری.[۱]
- معاون وزارت معارف.[۱]
- معاون تأمینات ریاست عمومی امنیت ملی.[۱]